# 遠山満
遠山 満（とおやま みつる、1893年5月 - 1952年頃）は、日本の俳優である。結婚後の本名は小原 緑（おはら みどり）。洋行帰りの舞台俳優であり、サイレント映画時代の1925年からトーキー、第二次世界大戦後の1951年までの間に活躍した剣戟俳優であった。映画では時代劇の脇役に徹し、戦後まもなくは現代劇にも出演した。

## 来歴・人物
出身地は不明。旧姓の本名は島田 緑（しまだ みどり）。初期の芸名は「遠山 緑」。1921年、松竹蒲田の『呪いの金鉱』で映画デビュー。
1920年代前半（大正末期）には、剣戟一座を率いて米国に渡り、西海岸を中心に巡業をしていた。同地では、チャーリー・チャップリンが遠山一座が演じた『森の石松』をおもしろがり、チャップリンがセシル・B・デミルを誘って2人で主催し、遠山らに公演をさせたという逸話がある。
帰国後、剣戟ブームの時代、1925年（大正14年）から1926年（大正15年・昭和元年）にかけて、浅草公園六区で活躍した。同時期の1925年、かねてから共演していた女優の小原小春（1894年3月5日 - 没年不詳、本名：小原春子（はるこ）、または春（はる）。東京都台東区出身。）と結婚し、小原家の婿養子となった。同年枝正義郎監督の『新四谷怪談』、1930年（昭和5年）には高橋寿康監督の『鴛鴦呪文』の両作に、妻の小春とともに主演している。どちらも無声映画である。
1937年（昭和12年）、松竹下加茂撮影所に入社、大曾根辰夫監督の『お静礼三』（1938年）、二川文太郎監督の『春風伊勢物語』（1938年）に脇役として出演したあと、新興キネマ京都撮影所製作、野淵昶監督の『紀国屋文左衛門』（1938年）に出演した。翌1939年（昭和14年）、日活京都撮影所に移籍、松田定次監督、嵐寛寿郎主演の『鞍馬天狗 江戸日記』、『鞍馬天狗 恐怖篇』に平井勘兵衛役で出演した。同年末にはマキノ正博監督、片岡千恵蔵主演のミュージカル映画『鴛鴦歌合戦』に藤尾役の深水藤子の父、遠山満右衛門役で出演している。
1942年（昭和17年）1月の戦時統合による大映への合併後も同撮影所に残留、大映京都撮影所で稲垣浩監督、千恵蔵主演の『独眼龍政宗』、1945年（昭和20年）の終戦直前の夏には伊藤大輔・稲垣浩共同監督の『東海水滸伝』に出演している。
戦後は、1950年（昭和25年）、京都の東横映画製作、稲垣浩監督の時代劇『俺は用心棒』、大映東京撮影所製作、伊藤大輔監督の現代劇『遙かなり母の国』、大映京都撮影所製作、安達伸生監督の現代劇『火山脈』とたてつづけに出演した。同年に撮影された松竹京都撮影所製作の『無頼漢』は同年7月24日の同撮影所の火事でネガが焼失してしまい、公開されなかった。翌1951年（昭和26年）も、東横映画製作、マキノ雅弘・萩原遼共同監督の『女賊と判官』、松竹京都撮影所製作、伊藤大輔監督の『おぼろ駕籠』と京都の各撮影所をわたりあるいたが、同年の萩原遼監督作『夢介千両みやげ 春風無刀流』に出演したのを最後に、映画界から姿を消した。
その後の1952年ごろ、貧困に窮したのちに死去。推定59歳没。

## 家族
- 妻・小原小春（1894年3月5日-?) - 女優。本名：春子（はるこ）[6]、または春（はる）[7]。東京都台東区出身。
- 義妹・原光代（1902年4月12日 - 1998年4月16日） - 小春の妹。女優。本名：小原赤子[8]。帝劇附属技芸学校6期生として1920年卒業後、帝劇専属女優となり、1924年に劇作家で文藝春秋重役の近藤経一と結婚し、『彼を繞る五人の女』などいくつかの映画に出演ののち引退した[9]。

## おもなフィルモグラフィ
- 新四谷怪談　1925年　監督枝正義郎、共演小原小春
- 鴛鴦呪文　1930年　監督高橋寿康、共演小原小春
- 蒙古襲来 敵国降伏　1937年　監督秋山耕作、主演林長二郎
- お静礼三　1938年　監督大曾根辰夫、原作川口松太郎、脚本衣笠貞之助（「泉次郎吉」名義）、主演坂東好太郎　※松竹下加茂撮影所
- 春風伊勢物語　1938年　監督二川文太郎、主演本郷秀雄
- 紀国屋文左衛門　1938年　監督・脚本野淵昶、主演市川右太衛門　※新興キネマ京都撮影所
- 鞍馬天狗 江戸日記　1939年　監督松田定次、主演嵐寛寿郎　※日活京都撮影所、「平井勘兵衛」役
- 鞍馬天狗 恐怖篇　1939年　監督松田定次、主演嵐寛寿郎　※同
- 鴛鴦歌合戦　1939年　監督マキノ正博、主演片岡千恵蔵、市川春代、ディック・ミネ　※「遠山満右衛門」役
- 織田信長　1940年　監督マキノ正博、主演片岡千恵蔵
- 独眼龍政宗　1942年　監督稲垣浩、主演片岡千恵蔵
- 東海水滸伝　1945年　監督伊藤大輔・稲垣浩、主演阪東妻三郎、逢初夢子　※大映京都撮影所
- 俺は用心棒　1950年　監督稲垣浩、脚本伊丹万作、主演片岡千恵蔵　※東横映画
- 遙かなり母の国　1950年　監督伊藤大輔、原作川口松太郎、脚本依田義賢、主演早川雪州、山田五十鈴　※大映東京撮影所
- 火山脈　1950年　監督安達伸生、原作・脚本北条秀司、主演森雅之　※大映京都撮影所
- 当り矢金八捕物帖 千里の虎　1950年　監督中川信夫、主演嵐寛寿郎　※東京映画配給
- 無頼漢　1950年　※松竹京都撮影所、ネガ焼失で未公開
- 女賊と判官　1951年　監督マキノ雅弘・萩原遼、主演片岡千恵蔵　※東横映画
- おぼろ駕籠　1951年　監督伊藤大輔、原作大仏次郎、脚本依田義賢、主演阪東妻三郎　※松竹京都撮影所
- 夢介千両みやげ 春風無刀流　1951年　監督萩原遼、主演片岡千恵蔵　※東横映画

## 註
1. 1 2 3 4 5  『メディア史研究 17』（2004年・ゆまに書房刊）「在朝日本人の映画製作研究　田中則広」p125〜　によると、1927年の旅券発行記録では「1893年（明治26年）5月生、本名小原緑、小原小春の婿、母・小原かねの養子」とあり、本籍は小原家の住所「東京市神田区南神保町」となっていた。
2. 1 2 3 4  『日本映画俳優全集・男優編』（キネマ旬報社、1979年）の「遠山満」の項（p.386）を参照。同項執筆は千葉伸夫・奥田久司。同項には『無法松の一生』（1943年）に「奥大将」役で出演しているように記述されているが、同役は正しくは荒木忍が演じた。
3. ↑  『現代演劇総覧』著：高沢初風（東京：文星社、1919年）
4. ↑  『芸人名簿』（東京：文芸協会、1915年）
5. ↑  『映画年鑑　1953年版』（時事通信社）p94上段。「俳優の共済事業としては、遠山満の逝去を動機として（中略）十月には全会員が生命保険に団体加入した」と記述がある。
6. ↑  『現代演劇総覧』著：高沢初風（東京：文星社、1919年）
7. ↑  『芸人名簿』（東京：文芸協会、1915年）
8. ↑  『日本映画俳優全集・女優編』（キネマ旬報社、1980年）の「原光代」の項の記述（p.542）を参照。同項執筆は盛内政志・司馬叡三
9. ↑  原光代コトバンク